# Staatsmedaille des Landes Rheinland-Pfalz für besondere soziale Verdienste
Die Staatsmedaille des Landes Rheinland-Pfalz für besondere soziale Verdienste ist eine seit dem Jahre 1972 bestehende Auszeichnung im Bundesland Rheinland-Pfalz, die an Personen verliehen wird, welche durch langjähriges Wirken und beispielhaftes Engagement in besonderem Maße Verdienste auf sozialem Gebiet erworben haben.
Die Staatsmedaille wurde mit dem Stiftungserlass vom 22. Juni 1972 erstmals als Auszeichnung beschlossen. Sie trug auf der Vorderseite das Wappen von Rheinland-Pfalz um das die Worte „DER MINISTERPRÄSIDENT DES LANDES RHEINLAND-PFALZ“ geschrieben ist. Auf der Rückseite steht: „FÜR BESONDERE SOZIALE VERDIENSTE“. Die Medaille hat einen Durchmesser von 45 mm und ist aus 925er Silber. Nachdem 2013 Malu Dreyer die Landesregierung anführt wurde mit einem neuen Erlass das Wort Ministerpräsident auf der Vorderseite durch Ministerpräsidentin ersetzt. Ansonsten blieb die Medaille unverändert.
Vorschlagsberechtigt gegenüber dem Ministerpräsidenten ist das für soziales zuständige Mitglied der Landesregierung, an welches auch über die Bürgermeister und Landräte Vorschläge von Bürgern gerichtet werden können. Es sollen pro jahr höchstens zehn Verleihungen erfolgen.

## Träger (unvollständig)

### Datum unbekannt
- Maria Mechelen, Benediktineroblatin und Sozialarbeiterin
- Hans-Georg Wildner, Daun[5]

### 1974
- Katharina Eul[6]
- Agnes Gruber[6]
- Katharina Schmilz[6]

### 1987
- Johann Dominikus Schumacher[7]

### 1991
- Schwester Urbina Becker[8]

### 2004
- Konrad Becker, Bad Neuenahr-Ahrweiler
- Jabbar Sayd Falyh, Frankfurt
- Alma Fuhrmeister, Koblenz
- Manfred Heinemann, Mainz
- Lorenz Illy, Bingen
- Annabel von Johnston, Wiesbaden
- Kurt Jung, Landstuhl
- Margaretha Kroker, Neuwied
- Elvira Lembach, Neustadt an der Weinstraße
- Ingrid Meigel, Dahn (Kreis Südwestpfalz)
- Cornelia Over, Niederbreitbach (Kreis Neuwied)
- Klaus Over, Niederbreitbach (Kreis Neuwied)
- Georg Rothöhler, Landau
- Werner Rüdel, Boppard
- Walter Schuster, Neuwied
- Monika Zindorf, Mainz

### 2005
- Markus Berger aus Ingelheim, Kreis Mainz-Bingen
- Hermine Bischel aus Ingelheim, Kreis Mainz-Bingen
- Heinrich Busch aus Emmelshausen, Rhein-Hunsrück-Kreis
- Jürgen Ehret aus Mutterstadt, Rhein-Pfalz-Kreis
- Käte Harms aus Ludwigshafen am Rhein
- Adelheid Heinen aus Lissendorf, Kreis Daun/Vulkaneifel
- Rita Jäger aus Lahnstein, Rhein-Lahn-Kreis
- Alfred Leeb aus Idar-Oberstein, Kreis Birkenfeld
- Käte Roos aus Speyer
- Manfred Schwarz aus Mainz[9]
- Maria Zöller aus Kerzenheim, Donnersbergkreis

### 2006
- Anita Reichert[10][11]

### 2007
- Dorothee Bohlen aus Birkenfeld
- Herta Link aus Landau
- Cornelia Over aus Niederbreitbach (Landkreis Neuwied)
- Klaus Over aus Niederbreitbach (Landkreis Neuwied)
- Schwester M. Jakobe Schmid aus Zweibrücken
- Marlies Sulga-Bayerlein aus Mainz
- Werner Weißenbrunn aus Plaidt
- Schwester Isabelle Wien aus Speyer

- Wilhelm Lickteig[12]
- Guido Mayer[12]
- Andreas D. Fröhlich

### 2009
- August Dahl, evangelischer Pfarrer
- Siegfried Pick aus Bad Kreuznach, Pfarrer
- Reinhold Spitzley[13]

### 2011
- Najiba Behmanesh, Bad Kreuznach
- Karl Georg Hermans, Prüm (Eifelkreis Bitburg-Prüm)[14]
- Norbert Lautwein, Tawern (Kreis Trier-Saarburg)
- Margret Moravec, Trier
- Manfred Nowak, Landau i. d. Pfalz
- Achim Pauli, Birkenfeld
- Hans-Peter Terno, Mainz
- Erika Wiegand, Cochem

Quelle:

### 2015
- Marianne Blaul aus Haßloch

### 2016
- Gisela Mathä
- Sieglinde Wetterauer
- Daniel Löw